# 查卡華潟湖國家公園

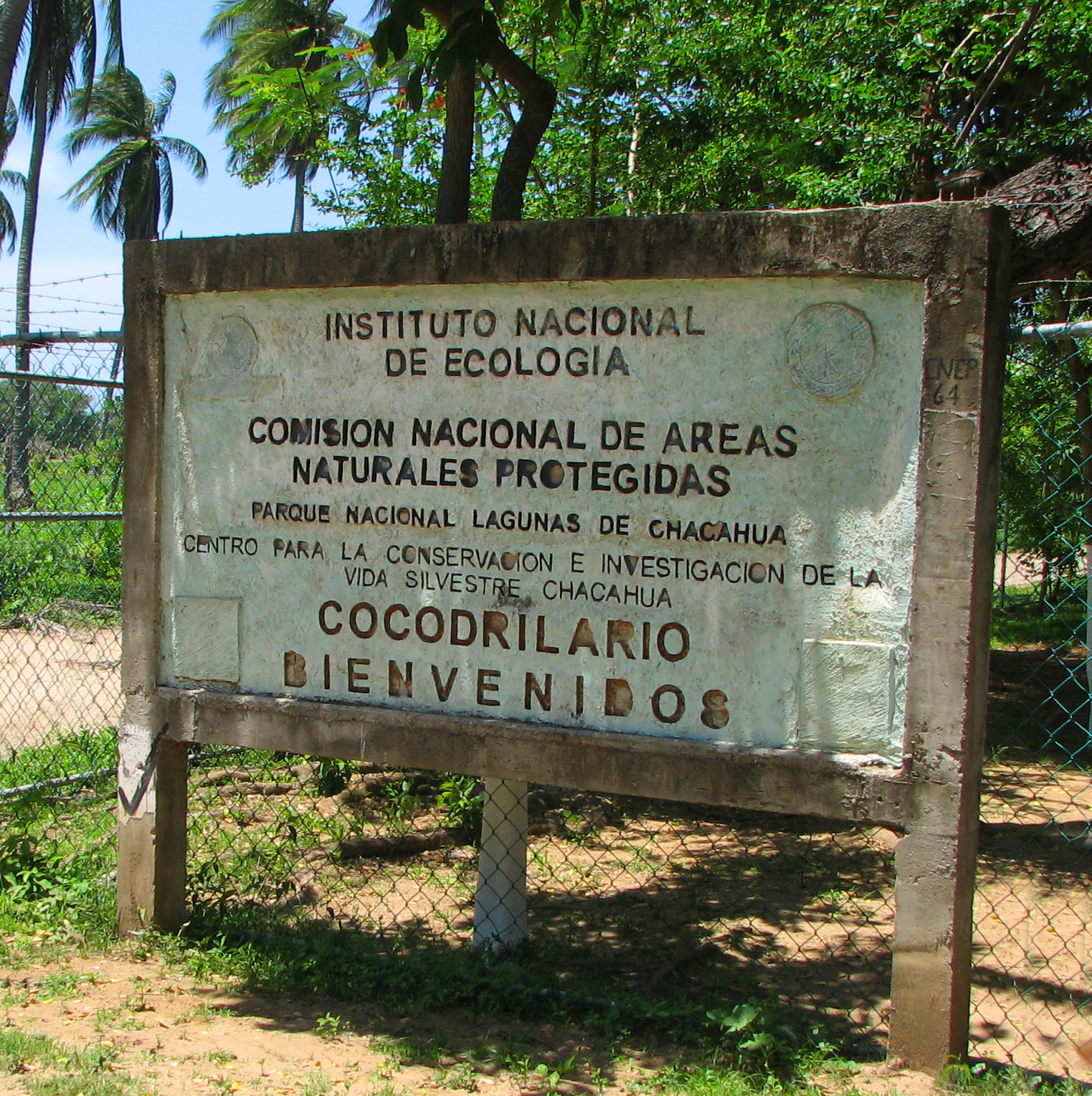

查卡華潟湖國家公園是墨西哥的國家公園，位於埃斯孔迪多港以西54公里，由瓦哈卡州負責管轄，始建於1937年，面積123平方公里，該地區有189種動物棲息。

## 外部連結
- Official Website  （页面存档备份，存于） （英文）

15°58′1.57″N 97°41′12.59″W / 15.9671028°N 97.6868306°W